# A9 (автомагистраль, Германия)
Автомагистраль A9 (нем. Bundesautobahn 9, сокр. Autobahn 9 или A9) проходит от Берлина через Лейпциг и Нюрнберг до Мюнхена.

## История
Первые планы для строительства автодороги возникли в 1920-х годах. Немецкая часть будущей автодороги Берлин — Рим должна была соединить Мюнхен с Лейпцигом и Берлином. Акроним, составленный из первых слогов названий этих городов, был выбран для наименования трассы и проектной организации MüLeiBerl, которая в 1927 начала разработки. В 1941 году автобан был открыт. До введения новой нумерации автодорог в 1974 году он носил название A3.
Мост через реку Зале возле Рудольфштайна на баварско-тюрингской границе был разрушен немецкими войсками в конце Второй мировой войны, поэтому в 1945—1966 годах движение по 
```
в этом месте не осуществлялось.
```

## Маршрут
Начинается автомагистраль на развязке с Берлинской кольцевой автомагистралью 
```
в 30 км от Берлина.
```

## Галерея
- около Потсдама
- в Фогтланде
- между Мюнхеном и Нюрнбергом